# Carte de la race

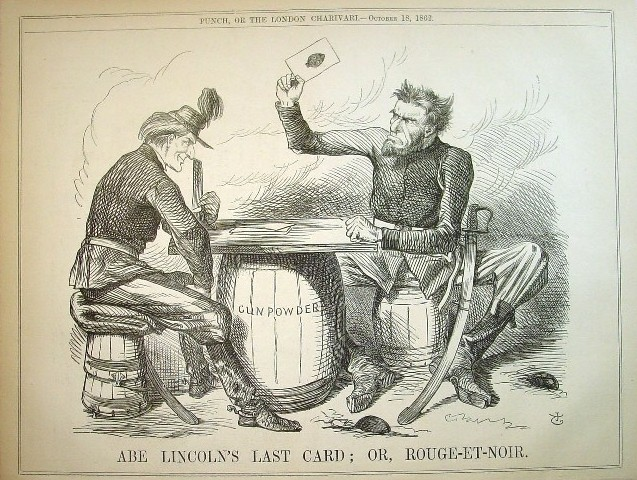
Caricature de John Tenniel publiée à la suite de la proclamation d'émancipation d'Abraham Lincoln. L'expression elle-même est entrée en usage plus de 100 ans plus tard.

Jouer la carte de la race est une expression idiomatique qui désigne l'exploitation par un individu des attitudes racistes ou antiracistes de l'auditoire afin d'obtenir un avantage,,. Elle constitue une accusation de mauvaise foi à l'égard de la ou des personnes qui soulèvent des préoccupations en matière de racisme.

## Usage
Cette expression est généralement utilisée pour reprocher à une personne d'avoir délibérément et faussement accusé une autre personne ou un groupe de personnes d'être raciste afin d'obtenir un quelconque avantage,. Un exemple de cette utilisation de l'expression s'est produit lors du procès pour meurtre d'O. J. Simpson, lorsque des critiques ont accusé la défense de « jouer la carte de la race » en présentant le passé de Mark Fuhrman comme des raisons de mettre en doute sa crédibilité en tant que témoin.
Richard Thompson Ford, professeur à Stanford, a fait valoir que la carte de la race peut être jouée indépendamment de la personne qui l'affirme ou de la race en question. Un exemple cité est l'affirmation de la campagne d'Hillary Clinton selon laquelle Obama a remporté la primaire démocrate de 2008 en Caroline du Sud en raison du nombre disproportionné de Noirs inscrits sur les listes démocrates dans cet État, ce qui implique un plus grand racisme dans la population générale.
George Dei, et al., dans le livre Playing the Race Card  soutiennent que le terme lui-même est un dispositif rhétorique utilisé dans le but de dévaloriser et de minimiser les allégations de racisme.

## Autres utilisations
L'expression a été utilisée pour décrire les mobilisations racistes de politiciens, comme la campagne visant à faire élire Peter Griffiths, du Parti conservateur pour Smethwick lors des élections générales britanniques de 1964. Toutefois, le terme n'a été appliqué pour décrire cette situation qu'à partir des années 1980.

### Politique en Malaisie
En février 2008, le rédacteur en chef du groupe Wong Chun Wai du journal The Star écrivait juste avant les élections générales en Malaisie, qu'il y a un degré inhabituel de tolérance et de flexibilité en matière de race, de langue et de religion, les politiciens essayant de courtiser le peuple. « Il y a aussi ceux qui continuent à jouer la carte de la race, à notre époque. Chaque année, lors des conférences de leur parti, ils jouent pour la galerie en se présentant comme les héros de la communauté. Mais lors des élections générales, ils deviennent sans vergogne les véritables leaders malaisiens dont nous rêvons. Ils saluent leurs électeurs en malais, en anglais, en mandarin et en tamoul ; et s'ils peuvent couramment parler toutes ces langues, ils le font. »
En août 2006, l'Institut des affaires internationales de Singapour a écrit que le politicien malaisien Khairy Jamaluddin avait « joué la carte de la race » en provoquant les Malais et la communauté malaisienne chinoise. Répondant aux critiques et aux demandes d'excuses, Khairy a déclaré que ses remarques avaient été mal comprises et qu'il « ne s'excusera pas » car il agissait uniquement « pour défendre les Malais et son parti » et que « si nous nous battons vraiment pour notre race, nous ne devons pas nous excuser ».

## Voir également
- Procès d'intention
- Cancel culture
- Politiques d'identité
- Incitation à la haine
- Politique de la division